# 阿尔曼·帕什基扬
阿尔曼·帕什基扬（1987年7月28日—），亚美尼亚国际象棋棋手、特级大师。
帕什基扬是1997年、1998年两届亚美尼亚国际象棋青年冠军。2004年，获国际大师称号。2005年，夺得欧洲青年快棋赛冠军。2007年晋升为国际象棋特级大师。2009年，他成为了亚美尼亚国际象棋全国冠军。
帕什基扬的妻子是国际象棋女子特级大师玛丽亚·库尔索娃。